# 南鵬
南鵬（1439年—？），字騰霄，直隸保定府滿城縣人，明朝政治人物。進士出身。

## 生平
順天府鄉試第四十名。成化二年（1466年）丙戌科會試第一百六十四名，殿試登進士第三甲第一百五十八名。

## 家族
曾祖南忠。祖父南仲成。父亲南秉彛。